# Liste von Gewerkschaften in Deutschland
Die Liste von Gewerkschaften in Deutschland führt Organisationen auf, die das Ziel haben, sich in irgendeiner Form für die berufspolitischen Belange ihrer Mitglieder einzusetzen. Nicht alle Organisationen sind Gewerkschaften im arbeitsrechtlichen Sinn oder erheben den Anspruch, dies zu sein, oder es ist umstritten, ob sie die Eigenschaft als Gewerkschaft haben.
Um rechtlich als Gewerkschaft in Deutschland zu gelten, muss eine Organisation
- sich die Wahrnehmung der Interessen ihrer Mitglieder in deren Eigenschaft als Arbeitnehmer als satzungsgemäße Aufgabe gesetzt haben,
- willens sein, Tarifverträge abzuschließen,
- frei gebildet, gegnerfrei und unabhängig sein,
- auf überbetrieblicher Grundlage organisiert sein,
- das geltende Tarifrecht als verbindlich anerkennen und
- ihre Aufgabe als Tarifpartnerin sinnvoll erfüllen können, indem sie
  - Durchsetzungskraft gegenüber dem sozialen Gegenspieler hat und
  - über eine gewisse Leistungsfähigkeit der Organisation verfügt.

Zudem können Gewerkschaften mit Sitz außerhalb Deutschlands, insbesondere außerhalb der EU, kraft internationaler Verträge ihre Mitglieder in Deutschland im Rahmen der Koalitionsfreiheit vertreten (ILO Nr87, Art 5; Art 8c Internationaler Pakt über wirtschaftliche, soziale und kulturelle Rechte).

## Deutscher Gewerkschaftsbund(DGB)
Einzelgewerkschaften im DGB mit ihren Vorgängerinnen.
|                     | Name                                    | gegr. | Mitglieder | Beschreibung | Website            |
| ------------------- | --------------------------------------- | ----- | ---------- | --- | ------------------ |
| IG Metall           | IG Metall                               | 1949  | 2.262.661  | Sitz in Frankfurt am Main, mit den in ihr aufgegangenen Gewerkschaften, Gewerkschaft Holz und Kunststoff und Gewerkschaft Textil-Bekleidung. | www.igmetall.de    |
| Ver di              | Vereinte Dienstleistungsgewerkschaft    | 2001  | 1.987.336  | Sitz in Berlin, 2001 entstanden aus der Gewerkschaft Handel, Banken und Versicherungen (HBV), Gewerkschaft Öffentliche Dienste, Transport und Verkehr (ÖTV); Deutsche Postgewerkschaft (DPG); Deutsche Angestellten-Gewerkschaft (DAG) – vorher keine DGB-Gewerkschaft – und aus der IG Medien (inkl. Deutsche Journalistinnen- und Journalisten-Union (dju)), die 1989 aus IG Druck und Papier und Gewerkschaft Kunst hervorging. | www.verdi.de       |
| IG BCE              | IG Bergbau, Chemie, Energie             | 1997  | 637.623    | Sitz in Hannover, 1997 entstanden aus IG Bergbau und Energie, IG Chemie, Papier, Keramik und Gewerkschaft Leder. | www.igbce.de       |
| IG BAU              | IG Bauen-Agrar-Umwelt                   | 1996  | 254.525    | Sitz in Frankfurt am Main, am 1. Januar 1996 entstanden aus IG Bau-Steine-Erden (IG BSE) und Gewerkschaft Gartenbau, Land- und Forstwirtschaft (GGLF). IGBAU hatte im Jahr 1996 720,000 Mitglieder. | www.igbau.de       |
| GEW                 | Gewerkschaft Erziehung und Wissenschaft | 1948  | 278.243    | Sitz in Frankfurt am Main | www.gew.de         |
| EVG                 | Eisenbahn- und Verkehrsgewerkschaft     | 2010  | 189.975    | EVG entstanden 2010 aus TRANSNET (Gewerkschaft der Eisenbahner Deutschlands) und Verkehrsgewerkschaft GDBA | www.evg-online.org |
| NGG                 | Gewerkschaft Nahrung-Genuss-Gaststätten | 1865  | 199.921    | Sitz in Hamburg | www.ngg.net        |
| Polizeigewerkschaft | Gewerkschaft der Polizei                | 1950  | 185.153    | Sitz in Berlin mit Geschäftsstelle in Hilden | www.gdp.de         |
| DGB                 | Deutscher Gewerkschaftsbund             | 1949  | 5.995.437  | DGB ist der größte Gewerkschaftsbund in Deutschland. | www.dgb.de         |

## DBB Beamtenbund und Tarifunion
Einzelgewerkschaften bzw. Verbände gegliedert nach Bereichen:
- Allgemeine Verwaltung
  - Deutsche Verwaltungs-Gewerkschaft (DVG) in Halle (Saale)
  - Verband der Landes-Beamten, -Angestellten und -Arbeiter Nordrhein-Westfalen (VdLA) in Düsseldorf
  - komba gewerkschaft in Berlin
  - Gewerkschaft kommunaler Landesdienst Berlin (GKL Berlin) in Berlin
  - VdB Bundesbankgewerkschaft (VdB) in Frankfurt am Main
  - Verband der Beschäftigten der obersten und oberen Bundesbehörden (VBOB) in Berlin
- Bildung und Erziehung
  - Verband Bildung und Erziehung (VBE) in Berlin
  - Bundesverband der Lehrkräfte für Berufsbildung (BvLB) in Berlin
  - Deutscher Philologenverband (DPhV) in Berlin
  - Verband Deutscher Realschullehrer (VDR) in München
  - Verband Hochschule und Wissenschaft (VHW) in Wismar
  - Katholische Erziehergemeinschaft (KEG) in München
- Sicherheit
  - DPolG Bundespolizeigewerkschaft (ehem. Bundesgrenzschutzverband (bgv)) in Berlin
  - Deutsche Polizeigewerkschaft (DPolG) in Berlin
  - Verband der Arbeitnehmer der Bundeswehr (VAB) in Bonn
  - Verband der Beamten und Beschäftigten der Bundeswehr (VBB) in Bonn
- Justiz
  - Bund Deutscher Rechtspfleger (BDR) in Düsseldorf
  - Bund der Strafvollzugsbediensteten Deutschlands (BSBD) in Freiburg im Breisgau
  - Deutscher Amtsanwaltsverein (DAAV) in Kiel
  - Deutscher Gerichtsvollzieher-Bund (DGVB) in Köln
  - Deutsche Justiz-Gewerkschaft (DJG) in Hamburg
  - Verband der Beschäftigten des gewerblichen Rechtsschutzes (VBGR) in München
  - Verein der Rechtspfleger im Bundesdienst (VRB) in München
  - Verband der Rechtspfleger (VdR) in Hameln
- Finanzen
  - BDZ Deutsche Zoll- und Finanzgewerkschaft in Berlin
  - Deutsche Steuer-Gewerkschaft (DSTG) in Berlin
- Gesundheitswesen
  - Berufsverband Bayerischer Hygieneinspektoren (BBH) in Wiesau
  - Gewerkschaft für das Gesundheitswesen in Bayern (LBB) in Zapfendorf
  - Gewerkschaft für das Gesundheitswesen (GeNi) in Hannover
  - Fachverband Gesundheitswesen Baden-Württemberg (FVG) in Wiesloch
- Sozialversicherung/ -verwaltung
  - Gewerkschaft der Sozialversicherung (GdS) in Bonn
  - Gewerkschaft der Sozialverwaltung (GdV) in Dortmund
  - vbba – Gewerkschaft Arbeit und Soziales (VBBA) in Nürnberg
- Verkehr
  - Nahverkehrsgewerkschaft (NahVG) in Berlin
  - Fachverband Wasser- und Schifffahrtsverwaltung (FWSV) in Aurich
  - Gewerkschaft Deutscher Lokomotivführer (GDL) in Frankfurt am Main
  - Verband Deutscher Straßenwärter (VDStra.-Fachgewerkschaft) in Köln
  - Vereinigung Cockpit (VC) in Frankfurt am Main[3]
- Umwelt
  - Berufsverband Agrar, Ernährung, Umwelt (VDL) in Berlin
  - Bund Deutscher Forstleute (BDF) in Berlin
- Technik
  - Gewerkschaft Technik und Naturwissenschaft (BTB) in Berlin
  - Gewerkschaft Mess- und Eichwesen (BTE) in Ingolstadt
- Post, Telekommunikation und Postbank
  - Kommunikationsgewerkschaft DPV (DPVKOM) in Bonn
- Rundfunk, Film und Fernsehen
  - Vereinigung der Rundfunk-, Film- und Fernsehschaffenden (VRFF) in Mainz
- Andere Bereiche
  - Deutscher Berufsverband für Soziale Arbeit e. V. (DBSH) in Essen
  - Bundesverband der Hygieneinspektoren (BVH) in Berlin

## Christlicher Gewerkschaftsbund Deutschlands(CGB)
Einzelgewerkschaften mit ihren Sitzen
- Arbeitnehmerverband deutscher Milchkontroll- und Tierzuchtbediensteter (ADM) in Bielefeld
- Beschäftigtenverband Industrie, Gewerbe, Dienstleistung (BIGD) in Duisburg, nicht tariffähig
- Bund der Hotel-, Restaurant- und Cafeangestellten (Union Ganymed) in Bonn
- Christliche Gewerkschaft Bergbau, Chemie, Energie (CGBCE) in Saarbrücken
- Christliche Gewerkschaft Deutscher Eisenbahner (CGDE) in Saarbrücken
- Christliche Gewerkschaft Metall (CGM) in Stuttgart
- Christliche Gewerkschaft Postservice und Telekommunikation (CGPT) in Bonn, nicht tariffähig
- DHV – Die Berufsgewerkschaft (DHV) in Hamburg, nicht tariffähig[4]
- Gewerkschaft für Kunststoffgewerbe und Holzverarbeitung (GKH) in Paderborn, nicht tariffähig
- Gewerkschaft Öffentlicher Dienst und Dienstleistungen (GÖD) in München
- Gewerkschaft Transport & Logistik (GTL) in Hannover, nicht tariffähig

## Sonstige Gewerkschaften

### Gefängnisse
- Gefangenengewerkschaft/Bundesweite Organisation (GG/BO)

### Gesundheit und Pflege
- ADEXA – Die Apothekengewerkschaft für Angestellte in öffentlichen Apotheken
- Berufsvereinigung der Kindertagespflegepersonen e. V. (BvK)
- Bundesverband der Ärztinnen und Ärzte des öffentlichen Gesundheitsdienstes e. V. (BVÖGD)
- Deutscher Berufsverband für Pflegeberufe (DBfK)
- Deutsche Gesellschaft für Fachkrankenpflege und Funktionsdienste (DGF)
- Deutscher Hebammenverband e. V. (DHV)
- Deutscher Pflegeverband (DPV)
- Dachverband für Technologen/-innen und Analytiker/-innen in der Medizin Deutschland e. V. (DVTA)
- Evangelischer Fach- und Berufsverband Pflege e. V. (EFAKS)
- Gewerkschaft der Servicekräfte (GDS) in Kiel
- Gewerkschaft Kirche und Diakonie e. V. (GKD) in Berlin
- Katholischer Berufsverband für Pflegeberufe e. V. (KBPf) in Regensburg
- Marburger Bund (mb) Verband der angestellten und beamteten Ärztinnen und Ärzte Deutschlands e. V.
- Verband kirchlicher Mitarbeiterinnen und Mitarbeiter e. V. (VkM)
- Verband medizinischer Fachberufe (vmf), ehemals Berufsverband der Arzt-, Zahnarzt- und Tierarzthelferinnen e. V.
- Zentrum Gesundheit und Soziales

### Industrie
- Verband angestellter Akademiker und leitender Angestellter der chemischen Industrie (VAA)
- Gewerkschaft für Transformation in der Industrie (GFT)
- Zentrum  – Die Alternative Gewerkschaft e.V.

### Handwerk
- Zentralverband Deutscher Schornsteinfeger e. V. – gewerkschaftlicher Fachverband – (ZDS)

### Öffentliche Dienste, Dienstleistungen
- Arbeitnehmervereinigung pro Telekommunikations- und Informationstechnik e. V. (proT-in)
- Berufsverband Feuerwehr (BvFw)
- Bundesverband Community Management (BVCM)
- Bundesverband Schauspiel (BFFS)
- Bund Deutscher Berufs-Kraftfahrer (BDBK) = keine Gewerkschaft
- Bund Deutscher Kriminalbeamter (BDK)
- Christliche Polizeivereinigung (CPV)
- Deutsche Feuerwehr-Gewerkschaft (DFeuG)
- Deutsche Orchestervereinigung (DOV)
- Deutscher Bankangestellten-Verband (DBV)
- Deutscher Bundeswehrverband (DBwV)
- Deutscher Journalisten-Verband (djv)
- Deutscher Richterbund (DRB)
- Deutscher Verwaltungsverband Saar (dvv saar)
- Genossenschaft Deutscher Bühnenangehöriger (GDBA)
- Gewerkschaft Verwaltung und Verkehr (GVV)
- International and European Public Services Organisation (IPSO)
- Neue Richtervereinigung (NRV)
- Republikanischer Anwältinnen- und Anwälteverein (RAV)
- Steuer-Basis-Gewerkschaft (SBG)
- Verband des PostVertriebspersonals (VdPV)
- Vereinigung der Vertragsfußballspieler (VDV)
- Vereinigung Demokratischer Juristinnen und Juristen (VDJ)
- Vereinigung deutscher Opernchöre und Bühnentänzer (VdO)
- Verband der Soldaten der Bundeswehr (VSB)
- Youtubers Union

### Fluglinien und Flughäfen
- Vereinigung Cockpit (VC)
- Technik Gewerkschaft Luftfahrt (TGL)
- Vereinigung Luftfahrt (VL)
- Vereinigung Boden (VB)
- Gewerkschaft Vereinigte Beschäftigte im Luftverkehr (GVB)
- Gewerkschaft der Flugsicherung (GdF)
- Unabhängige Flugbegleiter Organisation (UFO)
- Vereinigung Deutscher Pilotinnen (VDP)
- Arbeitnehmergewerkschaft im Luftverkehr (AGiL)[5]
- Industriegewerkschaft Luftverkehr    e. V. (IGL)[6]

### Branchenübergreifend
- Freie Arbeiter*innen-Union (FAU)
- Good Governance Gewerkschaft (GGG)[7]
- Industrial Workers of the World im deutschsprachigen Raum

## Ehemalige Gewerkschaften
- Gewerkschaft der Gewerkschaftsbeschäftigten (GdG)
- Gewerkschaft der Finanzverwaltung (GdFin) in Saarbrücken
- Gewerkschaft für Beschäftigte im Gesundheitswesen (BiG)
- Polizei-Basis-Gewerkschaft (PBG)
- Polizei-Wachdienst-Gewerkschaft (PWG)
- Verband der weiblichen Arbeitnehmer (VWA) in Bonn
- Grenzgänger-Gewerkschaft – Interessenvertretung aller Grenzgänger
- Gewerkschaft Trockenbau Ausbau
- Gewerkschaft Kunst
- Industriegewerkschaft Metall
- Industriegewerkschaft Wismut
- Freie Arbeiter-Union Deutschlands (FAUD)
- Unabhängige Gewerkschaftsopposition (UGO)